# Ludovico Pasquali
Ludovico Pasquali o Lodovico, nelle edizioni: Pascalis, Pascale e Paschale (Cattaro, 1500 – Cattaro, 1551) nato nell'estremità meridionale della Dalmazia, allora inglobata nell'Albania Veneta, antico dominio della Repubblica di Venezia,  fu un umanista, poeta e scrittore dalmata che compose in italiano e latino.

## Biografia
Nato a Cattaro da un'illustre famiglia locale che diede alla Repubblica di Venezia molti uomini di valore, Pasquali fece gli studi all'università di Padova. Arruolato nell'esercito veneziano, fu di stanza nell'isola di Creta. Le poche notizie biografiche sul Pasquali sono in parte dovute al suo amico Lodovico Dolce, scrittore e grammatico veneziano.
Amico e ammiratore del poeta e letterato Giovanni Bona de Boliris, Pasquali compose una serie di poemi in italiano, intitolati Rime volgari e pubblicati a Venezia nel 1549. I suoi Carmina scritti in latino furono stampati sempre a Venezia, due anni più tardi, nel 1551. Ebbe rapporti epistolari anche con un altro importante letterato dalmata dell'epoca, Annibale Lucio.

## Opere
- Rime volgari di m. Ludouico Paschale da catharo Dalmatino. Non più date in luce., In Vinegia: appresso Steffano et Battista cognati al segno de S. Moise, 1549
- Ludovici Pascalis Iulii Camilli, Molsae, et aliorum illustrium poetarum carmina, ad illustriss. et doctiss. marchionem Auriae Bernardinum Bonifatium per Ludouicum Dulcium nunc primum in lucem aedita., Venetiis: apud Gabrielem Iolitum et fratres De Ferrariis, 1551